# سورة الملك
سورة الملك سُميت بهذا الإسم لافتتاحها بصفة من صفات الله وهي المُلك،هي سورة مكية، من المفصل، آياتها 30، وترتيبها في المصحف 67، وهي أول سورة في الجزء التاسع والعشرين، وتُسمى أيضًا سورة تبارك و المنجية والواقية، ويُطلق على الجزء التاسع والعشرين أيضًا اسم "جزء تبارك"، نزلت بعد سورة الطور، ومن أهم ما ورد في سبب نزولها، قوله تعالى: ﴿وَأَسِرُّوا قَوْلَكُمْ أَوِ اجْهَرُوا بِهِ﴾ [الملك:13]، في المشركين كانوا ينالون من رسول الله ﷺ، فأخبره جبريل بما قالوا فنزلت الآية، ومن أهم موضوعاتها: الحديث عن أدلة وحدانية الله وقدرته، ومظاهر فضل الله ورحمته بعباده، وإبداعه في خلق الكون.

## التعريف بالسورة وسبب التسمية

### التعريف بالسورة
للسورة من اسمها نصيب، إنها سورة تعرض بركات الله في هذه الدنيا، وقدرته العالية، وحكمته السامية: فهو الخالق الرزاق المهيمن، المدبّر الحكيم المبدع الذي أبدع كل شيء خلقه، وسُميت في أكثر المصاحف بهذا الاسم.

### مكية أم مدنية
أخرج ابن الضريس والبخاري وابن مردويه والبيهقي عن ابن عباس ما قال: نزلت بمكة (﴿تَبَارَكَ﴾ [الملك:1] ﴿الْمُلْك﴾ [الملك:1]). وأخرج ابن جرير في تفسيره عن الضحاك عن ابن عباس ما قال: أنزلت (﴿تَبَارَكَ﴾ [الملك:1] ﴿الْمُلْك﴾ [الملك:1]) في أهل مكة إلا ثلاث آيات قلت: والمختار أن الضحاك لم يسمع من ابن عباس.
قال ابن عاشور: وهي مكية قال ابن عطية والقرطبي: باتفاق الجميع فيحتمل أن الضحاك عنى استثناء ثلاث آيات نزلت في المدينة وهذا الاحتمال هو الذي يقتضيه إخراج صاحب الإتقان هذا النقل في عداد السور المختلف في بعض آياتها ويحتمل أن يريد أن ثلاث آيات منها غير مخاطب بها أهل مكة – قلت: يعنى أنزلت في شأن أقوام غير أهل مكة ولو كانت أحكامها عامة - وعلى كلا الاحتمالين فهو لم يعين هذه الآيات الثلاث وليس في آيات السورة ثلاث آيات لا تتعلق بالمشركين خاصة بل نجد الخمس الآيات الأوائل يجوز أن يكون القصد منها الفريقين من أول السورة إلى قوله ﴿عَذَابَ ‌السَّعِيرِ﴾ [الملك:5] وقال في الإتقان أيضا «فيها قول غريب» لم يعزه «أن جميع السورة مدني».

### سبب التسمية
لافتتاحها بتقديس وتعظيم الله نفسه الذي بيده الملك، ملك السموات والأرض، وله وحده مطلق السلطان، والتصرف في الأكوان كيفما يشاء، يحيي ويميت، ويعز ويذل، ويغني ويفقر، ويعطي ويمنع، ومعنى هذا الاسم (الملك): "من له السلطة والتصرف في الأمر والنهي، فهو صفة مشبّهة من المُلك بالضم، بمعنى الإمارة والسلطة.
ولها في القرآن والسُّنن أَسماء أخرى غير (الملك)، وهي كما يلي:
- «سُورَةَ تَبَارَكَ الَّذِي بِيَدِهِ الْمُلْكُ»: سماها النبي ﷺ (تبارك الذي بيده الملك)، وهذه التسمية للسورة بسبب أول جملة وقعت فيها، فتكون التسمية بجملة، فِي حَدِيثٍ رَوَاهُ التِّرْمِذِيُّ عَنْ أَبِي هُرَيْرَةَ عَنِ النَّبِيءِ ﷺ أَنَّ سُورَةً مِنَ الْقُرْآنِ ثَلَاثُونَ آيَةً شَفَعَتْ لرجل حَتَّى غفر لَهُ وَهِيَ «سُورَةُ تَبَارَكَ الَّذِي بِيَدِهِ الْمُلْكُ».قَالَ التِّرْمِذِيُّ: هَذَا حَدِيثٌ حَسَنٌ.[6]
- «تَبَارَكَ الْمُلْكُ»: وسُميت أيضاً: (تبارك الملك) بمجموع الكلمتين في عهد النبي ﷺ، عَنِ ابْنِ عَبَّاسٍ «أَنَّ رَجُلًا مِنْ أَصْحَابِ النَّبِيءِ ﷺ قَالَ لَهُ: ضَرَبْتُ خِبَائِي عَلَى قَبْرٍ وَأَنَا لَا أَحْسَبُ أَنَّهُ قَبْرٌ فَإِذَا فِيهِ إِنْسَانٌ (أَيْ دَفِينٌ فِيهِ) يَقْرَأُ سُورَةَ «تَبَارَكَ الْمُلْكُ» حَتَّى خَتَمَهَا فَقَالَ رَسُولُ اللَّهِ ﷺ: «هِيَ الْمُنْجِيَةُ تُنْجِيهِ مِنْ عَذَابِ الْقَبْرِ».حَدِيثٌ حَسَنٌ غَرِيبٌ.1
- «سُورَةَ الْمُلْكِ»: وهو الاسم الشَّائِعُ فِي كُتُبِ السُّنَّةِ وَكُتُبِ التَّفْسِيرِ وَفِي أَكْثَرِ الْمَصَاحِفِ، لأنها أبرزت الملك كله لله وحده لا شريك له، وَكَذَلِكَ تَرْجَمَهَا التِّرْمِذِيُّ: بَابُ مَا جَاءَ فِي فَضْلِ سُورَةِ الْمُلْكِ.[6] وَكَذَلِكَ عَنْوَنَهَا الْبُخَارِيُّ فِي كِتَابِ التَّفْسِيرِ مِنْ «صَحِيحِهِ».[7]
- الْمَانِعَةَ: لأَنها تمنع مِن قارئها عذابَ القبر - وهذا الاسم في التوراة-، أَخْرَجَ الطَّبَرَانِيُّ عَنِ ابْنِ مَسْعُودٍ قَالَ «كُنَّا نُسَمِّيهَا عَلَى عَهْدِ رَسُولِ اللَّهِ الْمَانِعَةَ».[8]
- الْمُنْجِيَةَ: لأَنها تنجي قارئها من العذاب، حَدِيثِ أَنَسٍ «أَنَّ رَسُولَ اللَّهِ ﷺ سَمَّاهَا الْمُنْجِيَةَ.[9]
- «الْوَاقِيَةَ»: عَنْ كِتَابِ جَمَالِ الْقُرَّاءِ تُسَمَّى أَيْضًا «الْوَاقِيَةَ».[10]
- والدافعة: لأَنها تدفع بلاءَ الدنيا وعذابَ الآخرة من قارئها.
- والشافعة: لأَنها تشفع في القيامة لقارئها.[11]
- والمجادِلة: لأنها تجادل منكراً ونكيراً، فتناظرهما كيلا يؤذيا قارئها.
- السابعة: المخلِّصة؛ لأَنها تخاصم زَبانية جهنم؛ لئلا يكون لهم يدٌ على قارئها.[12]
- «الْمَنَّاعَةَ»: بِصِيغَةِ الْمُبَالَغَةِ.[13]
- «الْمُجَادَلَةَ»: وَذَكَرَ الْفَخْرُ: أَنَّ ابْنَ عَبَّاسٍ كَانَ يُسَمِّيهَا «الْمُجَادَلَةَ» لِأَنَّهَا تُجَادِلُ عَنْ قَارِئِهَا عِنْدَ سُؤَالِ الْمَلَكَيْنِ وَلَمْ أَرَهُ لِغَيْرِ الْفَخْرِ.[14]

- تبارك:[15] وبهذا الإسم اشتهرت السورة، للحديث عن عبدالله بن مسعود أنَّ النبي ﷺ قال: «سورةُ تبارك هي المانعةُ من عذابِ القبرِ».صححه الألباني.[8][16]

## عدد آيات السورة وكلماتها وحروفها
عدد آياتها: إِحْدَى وَثَلَاثُونَ آيَة فِي الْمدنِي الْأَخير والمكي، و(ثَلَاثُونَ آية) فِي عدد البَاقِينَ، والخلاف في آيَة:﴿قَالُوا بَلَى قَدْ جَاءَنَا نَذِيرٌ فَكَذَّبْنَا وَقُلْنَا مَا نَزَّلَ اللَّهُ مِنْ شَيْءٍ إِنْ أَنْتُمْ إِلَّا فِي ضَلَالٍ كَبِيرٍ ۝٩﴾ [الملك:9]، عدهَا الْمدنِي الْأَخير والمكي، وَلم يعدها الْبَاقُونَ، وعدها شيبَة، وَلم يعدها أَبُو جَعْفَر، وفيهَا مِمَّا يشبه الفواصل موضعان وهما: {طباقا}، و {للشياطين}.
عدد كلماتها: ثَلَاث مئة وخمس وَثَلَاثُونَ كلمة.
عدد حروفها: ألف وَثَلَاث مئة وَثَلَاثَة عشر حرفاً.

## مكان نزول السورة وترتيبها وسبب نزولها

### مكان نزول السورة
نزلت بمكة، في منتصف العهد المكي، ويؤكد القرطبي؛ إذ يقول: مكية في قول الجميع، وقال صاحب الإتقان: "أخرج جويبر في تفسيره عن الضحاك عن ابن عباس قال أنزلت: الملك في أهل مكة إلا ثلاث آيات. فيحتمل أن الضحاك استثنى ثلاث آيات نزلت بالمدينة، وهذا الاحتمال هو الذي يقتضيه إخراج صاحب الإتقان هذا النقل في عداد السور المختلف في بعض آياتها، ويحتمل أن يريد أن ثلاث آيات منها غير مخاطب بها أهل مكة، وعلى كلا لاحتمالين فهو لم يعين هذه الآيات الثلاث.

### ترتيب السورة
السورة (السابعة والستون) في ترتيب المصحف، حيث تقع في الجزء التاسع والعشرين، وهي أول سور ذلك الجزء، وسُمي جزء تبارك باسمها لابتدائه بسورة (الملك)، وأما ترتيبها من حيث النزول، فهي السورة (السادسة والسبعون) في عداد نزول السور، نزلت بعد سورة المؤمنين، وقبل سورة الحاقة.

### سبب نزول السورة
اتفقت كتب أسباب النزول على أن سبب نزول سورة الملك هو مضمون آية:﴿وَأَسِرُّوا قَوْلَكُمْ أَوِ اجْهَرُوا بِهِ﴾ [الملك:13]، وقد روي عن ابن عباس سبب نزول في قوله تعالى: ﴿وَأَسِرُّوا قَوْلَكُمْ أَوِ اجْهَرُوا بِهِ﴾ [الملك:13]. قال: "نزلت في المشركين كانوا ينالون من رسول الله ﷺ فخبَّره جبريل  بما قالوا فيه ونالوا منه، فيقول بعضهم لبعض: أسروا قولكم لئلا يسمع إله محمد فنزلت، وهذا السبب هو ما ذكره الواحدي عن ابن عباس في كتابه (أسباب النزول).

## فضل السورة
ورد فضل سورة الملك جملة من الأحاديث عن رسول الله ﷺ والصحابة  وهي كثيرة، منها الصحيح والحسن والضعيف، ومن تلك الأحاديث الصحيحة والحسنة الدالة على فضلها ما يلي:
- تشفع لصاحبها حتى يغفر له: روى الترمذي: عن أبي هريرة عَنْ النَّبِيِّ ﷺ قَالَ: «إن سورة من القرآن ثلاثون آية شفعت لرجل حتى غفر له، وهي سورة تبارك الذي بيده الملك».[27][28][29]
- تنجي صاحبها من عذاب القبر: عن عبد الله بن مسعود ، قال: «من قرأ ﴿تَبَارَكَ الَّذِي بِيَدِهِ الْمُلْكُ﴾ [الملك:1]، كل ليلة منعه الله بها من عذاب القبر، وكنا في عهد رسول الله ﷺ نسميها المانعة، وإنها في كتاب الله سورة من قرأ بها في كل ليلة فقد أكثر وأطاب،[30][31] وروى الحاكم عن ابن مسعود قال: يؤتى الرجل في قبره فتؤتى رجلاه فتقول رجلاه: ليس لكم على ما قبلي سبيل كان يقرأ بي سورة الملك، ثم يؤتى من قبل صدره أو قال بطنه فيقول: ليس لكم على ما قبلي سبيل كان يقرأ بي سورة الملك، ثم يؤتى رأسه فيقول ليس لكم على ما قبلي سبيل كان يقرأ بي سورة الملك. قال: فهي المانعة تمنع من عذاب القبر، وهي في التوراة سورة الملك، من قرأها في ليلة فقد أكثر وأطنب.[27]
- أنها من سور المفصل الذي أوتيه النبي نافلة ففضل به على سائر الأنبياء: فعن واثلة بن الأسقع قال: قال رسول الله ﷺ: "أُعطيت مكان التوراة السبع الطوال ... وفضلت بالمفصل"، و أن من قرأ سورة الملك في ليلة فقد أكثر و أطنب.[32]
- كان النبي لا ينام حتى يقرأها وسورة السجدة: عن جابر  قال: كان رسول الله ﷺ لا ينام حتى يقرأ ﴿الم (١) تَنْزِيلُ﴾ السجدة، و"﴿تَبَارَكَ الَّذِي بِيَدِهِ الْمُلْكُ﴾ [الملك:1]"، [33] وبهذه الفضائل والمميزات، أصبحتْ سورة الملك من أكثر السور قراءةً على ألسنة المسلمين.[21][34]
- عَنْ أَنَسِ بْنِ مَالِكٍ  قَالَ: قَالَ رَسُولُ اللَّهِ ﷺ:«سُورَةٌ مِنَ الْقُرْآنِ مَا هِيَ إِلَّا ثَلَاثُونَ آيَةً، خَاصَمَتْ عَنْ صَاحِبِهَا حَتَّى أَدْخَلَتْهُ الْجَنَّةَ، وَهِيَ سُورَةُ تَبَارَكَ».[35][36]
- عن ابن عباس ، قال:«ضرب بعض أصحاب النبي صلى الله عليه وسلم خباء على قبر، ولا يحسب أنه قبر، فإذا هو فيه بإنسان يقرأ سورة تبارك الذي بيده الملك حتى ختمها، فأتى النبي صلى الله عليه وسلم فقال: يا رسول الله ضربت خبائي على قبر، وأنا لا أحسب أنه قبر، فإذا إنسان يقرأ سورة تبارك حتى ختمها، فقال رسول الله صلى الله عليه وسلم: «هي المانعة، هي المنجية تنجيه من عذاب القبر»».[37][38]
- عن أبي هريرة  عن النبي ﷺ، قال:«سورة من القرآن ثلاثون آية شفعت لرجل حتى غفر له وهي تبارك الذي بيده الملك».[39][40]

## خصائص السورة
اختصت سورة الملك عن غيرها بعدد من الخصائص، أهمها ما يلي:
1. تعدد أسمائها، فقد ذكر أهل العلم أن الملك من السور التي ثبت لها أسماء كثيرة في السنة وكتب التفسير.[24]
2. عدد آياتها مثل سورة السجدة وسورة الفجر.[41]
3. أنها افتتحت بما يدل على منتهى كمال الله، وابتدأت بتعريف المؤمنين بعظمة الله وتفرده بالملك الحق.[3]
4. أنها اختصت بذكر بعض مظاهر إعجاز الله في خلقه، مثل الطيور وإنزال الأرزاق.[24]
5. ظهور آية الوعد ﴿وَيَقُولُونَ مَتَى هَذَا الْوَعْدُ إِنْ كُنْتُمْ صَادِقِينَ ۝٢٥﴾ [الملك:25] لآخر مرة في المصحف، وهي التي ظهرت بنفس اللفظ في خمس سور أُخر، هي: يونس (48)، الأنبياء (38)، النمل (71)، سبأ (29)، يس (48).

## مناسبة اسم السورة لموضوها وما قبلها وبعدها

### مناسبة اسم السورة لموضوعها
افتتحت السورة ببيان صفة الملك لله، وأن بيده ملك كل شيء، وبينت عظمة القدرة الإلاهية في هذا الكون الفسيح، واختتمت ببيان القدرة أيضاً، كتحدي المشركين بذهاب الماء الذي هو سر الحياة والاستفهام الذي يلجم أفواههم، ويخرس ألسنتهم ويصم آذانهم، ويجعلهم في أنفسهم يعترفون ويقرون بأن الله على ذلك قدير، فبداية السورة بقدرة الله وأن الملك لله وحده، وختامها ببيان أمثلة على ذلك.

### مناسبة سورة الملك لما قبلها
بين سورة الملك وسورة التحريم كثير من المناسبات، أهمها ما يلي:
1. الاتصال بين السورتين، فالغرض من سورة الملك هو الدعوة إلى الإيمان بالله تعالى، وقد جمع فيها بين دعوتهم بالدليل ودعوتهم بالترهيب والترغيب، فاتّصل سياقها بما ختمت به سورة التحريم من ترهيب المخالفين وترغيبهم، وهذا هو وجه المناسبة بين السورتين.[5]
2. أنه تعالى لما ضرب مثلاً للكفار بالمرأتين المحتوم لهما بالشقاوة، وإن كانتا تحت نبيين عظيمين، ومثلاً للمؤمنين بآسية ومريم وهما محتوم لهما بالسعادة وإن أكثر قومهما كفار، افتتح هذه بما يدل على إحاطته عز وجل وقهره وتصرفه في ملكه على ما سبق به قضاؤه.[42]
3. لما كانت الآيات التي ختمت بها سورة التحريم السابقة على هذه السورة، معرضاً للصراع بين الخير والشر، والحرب بين الإيمان، والكفر- فيما كان من امرأة نوح وامرأة لوط، وخروجهما من المعركة خاسرتين كافرتين.. ثم ما كان من امرأة فرعون، وصراعها مع قوى الشر المحدقة بها من كل جهة، ثم انتصارها، وخروجها من وسط هذا الظلام المطبق، إلى حيث النور والهدى.. ثم كان مما بدئت به سورة (الملك) قوله تعالى: ﴿الَّذِي خَلَقَ الْمَوْتَ وَالْحَيَاةَ لِيَبْلُوَكُمْ أَيُّكُمْ أَحْسَنُ عَمَلًا﴾ [الملك:2]، ليقرر أن نتيجة هذا الصراع بين المحقّين والمبطلين، والمحسنين والمسيئين- إنما تظهر على حقيقتها كاملة يوم القيامة، ولهذا كان مما قضت به حكمة الله سبحانه وتعالى أن يكون موت، ثم تكون حياة بعد هذا الموت، ليحاسب الناس على ما عملوا في الدنيا، من خير أو شر..، فكان من المناسب أن تلتقي هذه الحقيقة التي قررتها سورة (الملك) مع تلك الحقيقة التي ختمت بها سورة (التحريم) .. وبذلك يتأكد المراد منهما معاً.[43]
4. أن هذه السورة تؤكد مضمون السورة السابقة في جملتها، فالسورة المتقدمة تبيّن مدى قدرة الله وهيمنته وتأييده لرسوله محمد ﷺ في مواجهة احتمال ظهور تآمر امرأتين ضعيفتين من نسائه عليه، وهذه السورة توضح بصيغة عامة أن بيد الله ملك السموات والأرض ومن فيهن، وأنه القدير على كل شيء.[4]

### مناسبة سورة الملك لما بعدها
وبين سورة الملك وسورة القلم أكثر من مناسبة، أهمها:
1. لما جاء في سورة (الملك) ذكر أشياء من أحوال السعداء والأشقياء، وذكر قدرته الباهرة وعلمه الواسع، وأنه تعالى لو شاء لخسف بهم أو لأرسل عليهم حاصبا، وكان ما أخبر تعالى به هو ما تلقفه رسول الله ﷺ بالوحي، وكان الكفار ينسبونه مرة إلى الشعر، ومرة إلى السحر، ومرة إلى الجنون فبدأ سبحانه وتعالى هذه السورة ببراءته مما كانوا ينسبونه إليه من الجنون، وتعظيم أجره على صبره على أذاهم، وبالثناء على خلقه العظيم.[3]
2. لما ذكر سبحانه في آخر سورة تبارك التهديد بتغوير الماء، استظهر عليه في هذه السورة بإذهاب ثمر أصحاب البستان في ليلة بطائف طاف عليه وهم نائمون، فأصبحوا لم يجدوا له أثرًا، حتى ظنوا أنهم ضلوا الطريق، وإذا كان هذا في الثمار وهي أجرام كثيفة، فالماء الذي هو لطيف رقيق أقرب إلى الإذهاب؛ ولهذا قال: ﴿وَهُمْ نَائِمُونَ ۝١٩ فَأَصْبَحَتْ كَالصَّرِيمِ﴾ [القلم:19–20]، وقال هناك: ﴿إِنْ أَصْبَحَ مَاؤُكُمْ غَوْرًا﴾ [الملك:30]، إشارة إلى أنه يسري عليه في ليلة كما أُسري على الثمرة في ليلة.[44]
3. ومن لطيف ما ذكر من المناسبات بين السورتين (الملك والقلم)، أن سورة الملك اختتمت بـ (النون) عند كلمة معين، وافتتحت سورة القلم بالنون.[45]

## مقاصد السورة
1. افتتحت السورة بما يدل على منتهى كمال الله افتتاحا يؤذن بأن ما حوته يحوم حول تنزيه الله عن النقص الذي افتراه المشركون لما نسبوا إليه شركاء في الربوبية والتصرف معه والتعطيل لبعض مراده ففي هذا الافتتاح براعة الاستهلال.[46]
2. تنزيه الله الذي في قدرته الملك وهو على كل شيء قدير، كما تصفه بأنه خلق الموت والحياة ليختبرهم ويجزيهم على أعمالهم، إن خيرا فخير وإن شرا فشر، وتصفه بأنه خلق سبع سموات طباقا لا عيب فيها، وأنه زين السماء الأولى بمصابيح وهي النجوم.[11]
3. تعريف المؤمنين معاني من العلم بعظمة الله تعالى وتفرده بالملك الحق والنظر في إتقان صنعه الدال على تفرده بالإلهية فبذلك يكون في تلك الآيات حظ لعظة المشركين، والتذكير بأنه أقام نظام الموت والحياة لتظهر في الحالين مجاري أعمال العباد في ميادين السبق إلى أحسن الأعمال ونتائج مجاريها، وأنه الذي يجازي عليها.[23]
4. لفت نظر الإنسان الى خلق الأرض، وخلق السماء والطير والرزق، والسمع والأبصار، والموت والحياة، والزرع والثمار، والماء والهواء والفضاء، وتحثّ القلب على التفكير والتأمّل، والنظر في ملكوت السماوات والأرض، وتهيج فيه البحث والاستنباط ليصل بنفسه الى التعرف على قدرة الله وجلاله، وسابغ فضله على الناس أجمعين.[2]

## المحتوى العام للسورة
تشتمل سورة (الملك) كأخواتها المكيات على إثبات وجود الله ببيان مظاهر قدرته وعلمه، وقد تعرضت لما يلاقيه الناس يوم القيامة، ولبيان بعض نعمه على عباده، والسورة على العموم تدور حول بيان النعم، ومن النعم التي تناولتها سورة (الملك): تذليل الأرض للعيش الهني عليها وحفظها من الخسف، وحفظ السماء من إنزال الحجارة المحرقة المدمرة للبشر، ثم تناولت في الخاتمة الحديث عن إثبات البعث، وحصر علمه بالله تعالى، وإنذار المكذبين بدعوة الرسول ﷺ، وتحذيرهم من إيقاع العذاب بهم، وإعلان وجوب التوكل على الله، والتهديد بتغوير الماء الجاري في الأنهار والينابيع دون أن يتمكن أحد بإجرائه والإتيان ببديل عنه.

## الناسخ والمنسوخ في السورة
سورة الملك محكمَة كلها، ولَيْسَ فِيهَا نَاسخ وَلَا مَنْسُوخ.

## اللغة والبلاغة في السورة

### اللغة في سورة الملك
(تَبارَكَ): تعاظم وتعالى بالذات عن كل ما سواه، وكثير خيره وإنعامه، من البركة: وهي النماء والزيادة الحسية أو المعنوية.
(بِيَدِهِ الْمُلْكُ): المالك المطلق وصاحب السلطان المتفرد، وبِيَدِهِ نؤمن باليد كما جاء على مراد الله، والظاهر من الآية هنا بيان قدرة الله وسلطانه ونفاذ تصرفه في ملكه.
(طِباقاً): جمع طبقة كرحبة ورحاب، أو جمع طبق كجمل وجمال وجبل وجبال، وفي المصباح «وأصل الطبق الشيء على مقدار الشيء مطبقا له من جميع جوانبه»، والطباق يجوز أن يكون مصدر طابق وصفت به السماوات للمبالغة، أي شديدة المطابقة، أي مناسبة بعضها لبعض في النظام، ويجوز أن تكون طباقا جمع طبق، والطبق المساوي في حالة ما، ومنه قولهم في المثل: «وافق شن طبقه»، والمعنى: أنها مرتفع بعضها فوق بعض في الفضاء السحيق، أو المعنى: أنها متماثلة في بعض الصفات مثل التكوير والتحرك المنتظم في أنفسها وفي تحرك كل واحدة منها بالنسبة إلى تحرك بقيتها بحيث لا ترتطم ولا يتداخل سيرها.
(من تفاوت): قال ابن عباس: من تفرق، وقال السدي: من عيب، وقال عطاء بن يسار: من عدم استواء، وقال ثعلب: أصله من الفوت، وهو أن يفوت شيء شيئا من الخلل، وقيل: من اضطراب، وقيل: من اعوجاج، وقيل: من تناقض، وقيل: من اختلاف، وقيل: من عدم التناسب والتفاوت، تجاوز الحد الذي تجب له زيادة أو نقص.
(فُطُورٍ): صدوع وشقوق وفي المختار: «والفطر الشق يقال فطره فانفطر وتفطر الشيء تشقّق وبابه نصر».
(كَرَّتَيْنِ): وكرتين تثنية كرة وهي المرة وعبر عنها هنا بالكرة مشتقة من الكر وهو العود لأنها عود إلى شيء بعد الانفصال عنه ككرة المقاتل يحمل على العدو بعد أن يفر فرارا مصنوعا، وإيثار لفظ كرتين في هذه الآية دون مرادفه نحو مرتين وتارتين لأن كلمة كرة لم يغلب إطلاقها على عدد الاثنين، فكان إيثارها في مقام لا يراد فيه اثنين أظهر في أنها مستعملة في مطلق التكرير دون عدد اثنين أو زوج وهذا من خصائص الإعجاز.
(خاسِئاً وهو حسير): (خاسِئاً): صاغرا ذليلا عن أن يرى شيئا من العيب أو الخلل في خلق السماوات، (حَسِيرٌ): كليل منقطع، لم يدرك المطلوب بعد كثرة المراجعة.
(بِمَصابِيحَ): أي بكواكب مضيئة بالليل إضاءة السرج من السيارات والثوابت تتراءى كأن كلها مركوزة فيها مع أن بعضها في سائر السموات وما ذاك إلا لأن كل واحدة منها مخلوقة على نمط رائق تحار في فهمه الأفكار وطراز فائق تهيم في دركه الأنظار.
(رُجُوماً): رجوما، مرامي، للشياطين، إذا استرقوا السمع، وأعتدنا لهم، في الآخرة، عذاب السعير، النار الموقدة.
(شَهِيقاً وهي تفور): (شَهِيقاً): صوتا منكرا شديدا كصوت الحمار، والشهيق: تنفس يسبق الزفير، وهو هنا كتنفس المتغيظ. (تَفُورُ): تغلي بهم كغلي المرجل. تَمَيَّزُ أي تتميز بمعنى تتقطع وتتفرق غضبا عليهم.
(تكاد تميز من الغيظ): أي يزايل بعضها بعضا لشدة الاضطراب.
(فسحقاً): السحق: البعد يقال سحقا له والسحق بضمتين مثله وقد سحق الشيء بالضم سحقا بوزن بعد فهو سحيق أي بعيد وأسحقه الله أي أبعده» وكان القياس إسحاقاً فجاء بالمصدر على المحذوف، واللام في لأصحاب السعير للبيان كما في هيت لك.
(ذلولا): الذلول فعول للمبالغة، من ذلك تقول: دابة ذلول: بينة الذل، ورجل ذليل: بين الذل، وقال ابن عطية: والذلول فعول بمعنى مفعول، أي مذلولة، فهي كركوب وحلوب.
(في مناكبها): قال ابن عباس: في جبالها، وقال الضحاك: في آكامها، وقيل: في طرقها وفجاجها، وقيل: في سبلها، وقيل: في أطرافها، وقيل: في نواحيها.
(تَمُورُ) تتحرك بكم وفي المختار: «مار من باب قال تحرّك وجاء وذهب ومنه: يوم تمور السماء مورا، قال الضحّاك: تموج موجا.
(مُكِبًّا): يقال: كببته، فأكب أي: صار ذا كب نحو: قشع الله السحاب، فأقشع أي: صار ذا قشع أي: يعثر كل ساعة، ويخر لعدم علمه بالطريق الوعر.
(زلفة): أي: ذا زلفة، يعني لما قامت القيامة ورأو أنها كانت قريبة، (سيئت): قبحت.
(غوراً): الغور: مصدر يوصف به على معنى المبالغة، ومنه قول الأعرابي: وغادرت التراب مورا والماء غورا. والمعين: فعيل من معنى الماء إذا كثر أو مفعول من العين، أي جار كالعين، أصله معيون، وقيل هو من العين، لكن من حيث يرى بعين الإنسان، لا من حيث يشبه بالعين الجارية، وقال ابن عباس: معين عذب وعنه في كتاب الثعلبي: معين جار، وفي كتاب النقاش: معين ظاهر، وقال بعض المفسرين وابن الكلبي: أشير في هذا الماء إلى بئر زمزم، وبئر ميمون، ويشبه أن تكون هاتان عظم ماء مكة، وإلا فكانت فيها بئار كثيرة كخم والجفر وغيرهما.

### البلاغة في السورة
استعارة تمثيلية: وذلك في قوله تعالى: ﴿بِيَدِهِ الْمُلْكُ﴾ [الملك:1]، ففيها استعارة تمثيلية، أو في لفظ «اليد» مجاز، ويكون قوله الْمُلْكُ على الحقيقة، وكذلك في قوله تعالى: {لِيَبْلُوَكُمْ} استعارة تمثيلية، شبه معاملة الله لعباده بالابتلاء والاختبار.
استعارة تصريحية: وذلك في قوله: ﴿وَلَقَدْ زَيَّنَّا السَّمَاءَ الدُّنْيَا بِمَصَابِيحَ﴾ [الملك:5]، استعارة تصريحية، شبّه الكواكب والنجوم بمصابيح وحذف المشبه وأبقى المشبه به على طريق الاستعارة التصريحية الأصلية لأن الناس يزيّنون مساجدهم ودورهم بإثقاب المصابيح ولكنها مصابيح لا توازيها مصابيحكم إضاءة.
إطناب: وذلك في قوله تعالى: {فَارْجِعِ الْبَصَر}، {ثُمَّ ارْجِعِ الْبَصَرَ كَرَّتَيْنِ} إطناب بتكرار الجملة مرتين لزيادة التنبيه والتذكير.

## القراءات لبعض الكلمات في السورة
نماذج لوجوه القراءات لبعض الألفاظ في سورة الملك:
(تَفاوُتٍ): قرأ الأخوان بضم الواو مشددة من غير ألف والباقون بتخفيف الواو وألف قبلها.
(النشور ءأمنتم): "قرأ قالون والبصري وأبو جعفر بتسهيل الثانية مع الإدخال، وورش والبزي بالتسهيل من غير إدخال، ولورش الإبدال مع القصر وهشام بالتسهيل والتحقيق مع الإدخال في كل منهما، وأما قنبل فإذا وصل النشور بأأمنتم أبدل الأولى واواً خالصة، وسهل الثانية من غير إدخال وإذا وقف على النشور وابتدأ بأأمنتم قرأ كالبزي فحقق الأولى وسهل الثانية من غير إدخال والباقون بتحقيقهما من غير إدخال.
وفي: (نذير)، و(نكير): أثبت الياء فيهما وصلا فقط ورش، وفي الحالين يعقوب وحذفها الباقون مطلقا.
وفي (ينصركم): قرأ البصري بخلف عن الدوري بإسكان الراء، والوجه الثاني للدوري اختلاس ضمتها والباقون بالضمة الخالصة.
وفي (سيئت): قرأ بإشمام السين الضمة الشامي والكسائي، ونافع ورويس وأبو جعفر والباقون بالكسرة الخالصة، ووقف عليه حمزة بالنقل والإدغام لأصالة الياء.
وفي (تدعون): قرأ يعقوب بإسكان الدال مخففة وغيره بفتحها مشددة.
وفي (أهلكني الله): أسكن الياء حمزة وفتحها غيره.
وفي (معي أو): أسكن الياء شعبة والأخوان وخلف ويعقوب وفتحها غيرهم.
وفي (فستعلمون من هو): قرأ الكسائي بياء الغيبة وغيره بتاء الخطاب.
وأما قوله تعالى: {فستعلمون كيف نذير}، فأجمعوا على قراءته بالخطاب.

## المؤلفات في السورة
1. قضايا العقيدة في سورة الملك بين السلف الصالح والمتكلمين – دراسة تحليلية مقارنة -، للباحث: بلال محمد سليمان، رسالة ماجستير بكلية أصول الدين في الجامعة الإسلامية بغزة، قسم العقيدة والمذاهب، ديسمبر 2016م.
2. دراسة معجمية دلالية لسورة الملك، للباحثة: فوقية فاطمة، رسالة ماجستير بجامعة أبو بكر بجمهورية الجزائر الديمقراطية، كلية الآداب واللغات، قسم اللغة والأدب العربي، سنة 2020م.
3. بلاغة الاشتقاق في لغة القرآن – دراسة تحليلية في سورة الملك -، للباحثة: عزيزة صالح سعيد بن صديق، الناشر: الجمعية المصرية للقراءة والمعرفة، عضو الجمعية الدولية للمعرفة، سنة النشر 1446هـ - 2024م.
4. أقسام الأفعال باعتبار زمانها وأحوالها في سورة الملك – دراسة تحليلية نحوية -، للباحث: مفتاح الخيري، رسالة ماجستير بالجامعة الإسلامية الحكومية كلية العلوم الإنسانية، سنة 2006- 2007م.
5. النظم في القرآن الكريم دراسة أسلوبية – سورة الملك أنموذجاً -، للباحث: بوزاهر هبة إلهام، رسالة ماجستير بجامعة الشهيد حمه لخضر – الوادي -، معهد العلوم الإسلامية، تخصص اللغة العربية والدراسات القرآنية، سنة 2020م.
6. الإيجاز في سورة الملك – دراسة تحليلية بلاغية -، للباحث: رفقو البان حياة، رسالة ماجستير بجامعة كياهي الحاج أحمد صديق الحكومية الإسلامية جمبر، كلية أصول الدين والآداب والعلوم الإنسانية، يناير 2023م.
7. المحسنات اللفظية والمعنوية في سورة الملك – دراسة وصفية بلاغية -، للباحثة: نور العارفة، رسالة ماجستير في اللغة العربية بالجامعة الإسلامية الحكومية مولانا مالك إبراهيم، بمالانج 2009م.
8. الظواهر البلاغية في سورة الملك –دراسة تفسيرية تحليلية-، د. رياض محمود جابر قاسم، مجلة الجامعة الإسلامية للدراسات الإسلامية، العدد الأول، يناير 2015م.

## الهوامش
- «1»: سنن الترمذي برقم (٢٨٩٠) وقال الألباني: ضعيف، وإنما يصح منه قوله: "هي المانعة ... " الصحيحة (١١٤٠).

## روابط خارجية
- تفسير سورة الملك، موقع طريق الاسلام.
- تفسير سورة الملك كاملة